# Lenny Krayzelburg
Lenny Krayzelburg (nascido Leonid Krayzelburg) (Odessa, 28 de setembro de 1975) é um nadador norte-americano, ganhador de quatro medalhas de ouro em Jogos Olímpicos.
Krayzelburg nasceu de pais judeus em Odessa (então União Soviética, hoje Ucrânia). Ele e sua família mudaram-se da União Soviética em 1989 para os Estados Unidos. Estabeleceram-se em Los Angeles.
A família de Krayzelburg sofreu com dificuldades financeiras. Ele ia a pé andando 45 minutos para ir aos treinos, e não chegava em casa antes de 21:30hs. Além disso, Lenny teve de lidar com problemas de língua, e estudar inglês rapidamente a fim de compreender seus treinadores.
Krayzelburg primeiro participou do Santa Monica College, onde ganhou ambos os títulos dos 100 e 200 jardas costas. Seu treinador recomendou-o a Mark Schubert na Universidade do Sul da Califórnia. Em 1995, ele se tornou um cidadão naturalizado dos Estados Unidos. Três anos mais tarde, ele se tornou o primeiro nadador desde 1986 a vencer os eventos costas, 100 m e 200 m, no Campeonato Mundial. Em 1999 Krayzelburg rompeu os recordes mundiais dos 50m, 100m e os 200 metros, respectivamente, com 24s99, 53s60 e 1m55s87. Ele foi então reconhecido como o melhor nadador de costas do mundo e um dos melhores na história da natação neste estilo. Ele continuou a dominar nos Jogos Olímpicos de Sydney em 2000, quebrando o recorde olímpico e quase o seu próprio recorde mundial com 53s72, nos 100 metros, enquanto fez outro recorde olímpico nos 200 metros com 1m56s76. Ele também desempenhou um papel importante em ajudar o time americano a ganhar o ouro no 4x100 metros com um novo recorde mundial de 3m33s73.
Ele foi recordista mundial dos 50m costas entre 1999 e 2003, dos 100m costas entre 1999 e 2004, e dos 200m costas entre 1999 e 2002.